# Shadow of Rome
Shadow Of Rome – gra komputerowa na platformę Sony PlayStation 2. Jest hybrydą bijatyki, skradanki, a miejscami gry przygodowej w świecie Imperium Rzymskiego w czasach dynastii Juliusza Cezara.

## Rozgrywka
W Shadow of Rome gracz steruje dwiema postaciami. Pierwsza postać to Agrippa, który początkowo jest żołnierzem cesarskiej armii, a później gladiatorem. Jego ojciec został oskarżony o zabicie Juliusza Cezara i skazany na śmierć. Drugą postacią jest Octavianus, młody chłopiec i przyjaciel Agrippy, który nie wierzy, że jego ojciec był zdolny do zabicia Juliusza Cezara.
Kiedy gracz kieruje Agrippą, rozgrywka koncentruje się na walce - od areny gladiatorskiej po armię cesarską, zaś podczas grania Octavianusem rozgrywka zamienia się w skradankę z elementami gry przygodowej.
Autorzy gry wprowadzili pewną liczbę innowacji: w grze Agrippą broń zużywa się już od zadawania ciosów, aż do chwili, w której całkowicie się rozpada. Można także wyrwać broń przeciwnikowi.
Gra została sklasyfikowana jako gra od 18 lat z powodu dużej brutalności, grając Agrippą można odcinać przeciwnikom członki, dobijać ich.